# W54 (核彈頭)

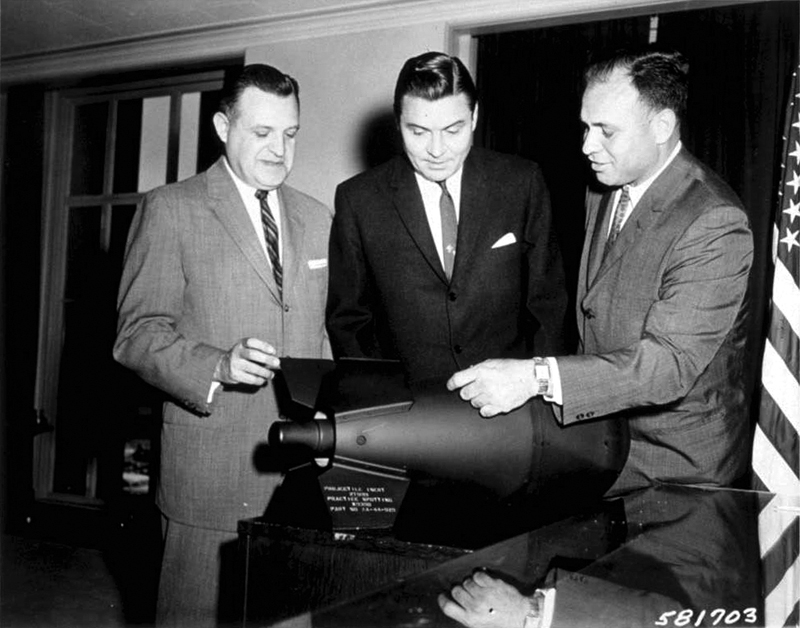
W54被用於便攜式大衛·克拉克無後座力砲中，彈頭的尺寸十分細小

W54（或稱馬克54號或B54）是一枚由美國在1950年代後期研發的戰術核武器。值得注意的是，W54是在美軍服役過的武器中，尺寸還是當量都是最小的核武器。它是一個緊湊的內爆式核武器，以鈈-239為裂變材料，在其各種版本和模組中，爆炸當量介乎10-1000噸(42-4,184 GJ)。
W54有兩個明顯不同的版本，一個用於AIM-26A空對空飛彈，大衛·克拉克無後座力砲，另一個用於特殊核子爆破武器(英語: Special Atomic Demolition Munition，SADM)系統，以及每個版本的幾個模組(修改版)。兩種類型在設計上有很大的不同，以至於在特殊核子爆破武器的研發過程中，有人建議分別給予它們不同名稱。
後來的研發是W72，它是與AGM-62鼓眼魚導引炸彈一起使用的W54的重制版。W72在1979年退役。